# بروس تايلور
بروس تايلور (12 يوليو 1943 في نيوزيلندا - 6 فبراير 2021) (بالإنجليزية: Bruce Taylor)‏ هو لاعب كريكت نيوزلندي. شارك مع منتخب نيوزيلندا الوطني للكريكت.

## وصلات خارجية
- بروس تايلور على موقع إي آس بي آن كريك إنفو (الإنجليزية)